# Port lotniczy Visakhapatnam
Port lotniczy Visakhapatnam (IATA: VTZ, ICAO: VEVZ) – port lotniczy położony 7 km od Visakhapatnam, w stanie Andhra Pradesh, w Indiach.

## Linie lotnicze i połączenia
| Linie lotnicze  | Kierunki                                                                                            |
| --------------- | --------------------------------------------------------------------------------------------------- |
| AirAsia         | Kuala Lumpur                                                                                        |
| AirAsia India   | Bengaluru, Kolkata                                                                                  |
| Air India       | Hyderabad-Begumpet, Mumbaj, Nowe Delhi, Port Blair                                                  |
| Alliance Air    | Vijayawada                                                                                          |
| IndiGo Airlines | Bengaluru, Bhubaneswar, Ćennaj, Hyderabad-Begumpet, Koczin (od 1 grudnia 2018), Kolkata, Nowe Delhi |
| Jet Airways     | Mumbaj                                                                                              |
| SilkAir         | Singapur-Changi                                                                                     |
| SpiceJet        | Hyderabad-Begumpet, Kolkata                                                                         |
| Thai AirAsia    | Bangkok-Don Muang (od 7 grudnia 2018)                                                               |
| Trujet          | Hyderabad-Begumpet                                                                                  |